# Rolf Mautz
Rolf Mautz (* 28. Oktober 1946 in Bad Godesberg) ist ein deutscher Schauspieler.

## Leben
Mautz wurde als Sohn des Germanisten und Schriftstellers Kurt A. Mautz geboren. Nach vier Semestern Theaterwissenschaft, Germanistik und Kunstgeschichte an den Universitäten Köln und München und Tätigkeit als Statist am Residenztheater München (in Hans Lietzaus Inszenierung von Shakespeares Wie es euch gefällt) besuchte er von 1968 bis 1971 die Schauspielschule Bochum, wo er von Martin Ankermann seine Ausbildung erhielt. Sein erstes Engagement führte ihn an das Bochumer Schauspielhaus zu Hans Schalla. Die nächste Station seiner Anfängerzeit war das Schauspielhaus Köln (1972–1976), wo er unter der Schauspieldirektion von Hansgünther Heyme mit Christof Nel arbeitete. Dieser holte ihn 1976 an das Schauspiel Frankfurt, wo er bis 1979 verblieb. Nach einem erneuten zweijährigen Engagement bei Jürgen Flimm in Köln wechselte er zu Niels-Peter Rudolph ans Hamburger Schauspielhaus (1981–1986), wo er in der deutschen Uraufführung von Ludwig Fels Lämmermann 1983 die Titelrolle in der Regie von Ulrich Waller spielte. In Shakespeares Sommernachtstraum und in Peter Handkes Über die Dörfer spielte er an der Seite von Ulrich Wildgruber. Nach einem halben Jahr unter der Intendanz von Peter Zadek wechselte er 1986 an die Schaubühne am Lehniner Platz in Berlin, wo er erneut mit Luc Bondy in den Aufführungen Ein heißes Herz und Molières Der Menschenfeind (Titelrolle Bruno Ganz) zusammenarbeiten konnte. In Peter Steins Inszenierung von Eugene O’Neills Der haarige Affe spielte er im Chor der Heizer mit. 1988 engagierte ihn Klaus Bachler ans Schillertheater Berlin, wo er mit Fred Berndt, Jérôme Savary und Harald Clemen in zentralen Rollen arbeitete. 1990 engagierten ihn Lore Stefanek und Klaus Weise an das Staatstheater Darmstadt, wo er zum zweiten Male – nach der Uraufführung im Literaturhaus Berlin 1989 – die beiden Einakter Damenbrise und Herrengedeck von Elfriede Müller inszenierte.
Mit dem Intendanten Klaus Weise wechselt er 1992 an das Theater Oberhausen, dessen Ensemble er zehn Jahre angehörte und in den Folgejahren 2003 bis 2013 an das Theater Bonn. Im Jahr 2001 schrieb Sibylle Berg für ihn das Drama Herr Mautz das in Oberhausen uraufgeführt wurde, bei den Autorentheatertagen des Thaliatheaters in Hamburg gastierte und 2003 in Bonn wieder aufgenommen wurde. In der deutschen Erstaufführung von Savyon Liebrecht Banalitat der Liebe spielte er 2007 die Rolle des alten Martin Heidegger (Regie: Stefan Heiseke), in Ingo Berks amerikanischer Trilogie am Schauspiel Bonn Eines langen Tages Reise in die Nacht  Die Katze auf dem heißen Blechdach und Eine Familie spielte er die Familienpatriarchen Tyrone, Big Daddy und Beverly Weston. In der Oper Bluthaus von Georg Friedrich Haas / Klaus Händl bei den Schwetzinger Festspielen 2011 spielte er erstmals eine Sprechrolle in einer Oper.
2015 und 2017 gastierte er am Stadttheater Klagenfurt in Geschichten aus dem Wienerwald und Talisman (Regie: Lore Stefanek) und in dem Kindermusical Der Lebkuchenmann (Regie: Igor Pison) sowie in der Spielzeit 2018/19 am Vorarlberger Theater Bregenz in Scott. F. Fitzgeralds Der große Gatsby (Regie: Ingo Berk) und in Lothar Kittsteins Diorama – Der letzte Mensch (Regie: Bernhard Mikeska). Bei den Ruhrfestspielen Recklinghausen und am Burgtheater Wien war er 2018/2019 in Friedrich Dürrenmatts Besuch der alten Dame zu sehen (Regie: Frank Hoffmann). 2022 war er mit der Inszenierung „Der Zauberberg“ in der Fassung von Florian Hirsch (Regie Frank Hoffmann) in der BRD und in der Schweiz auf Tournee.
2024 gastiert er in Ibsens „Peer Gynt“ in der Inszenierung von Bernadette Sonnenbichler am Düsseldorfer Schauspielhaus.
Als Sprecher trat er 2016, 2020 und 2024 gemeinsam mit der Pianistin Susanne Kessel in Konzertprogrammen auf, wie z. B. im Bonner „Beethoven Piano Club“.

## Auszeichnungen
Rolf Mautz erhielt im Jahre 2003 zum Abschied aus Oberhausen den Oberhausener Theaterpreis und wurde in zwei Kritikerumfragen für die Titelrollen in Herr Mautz (2001) und Aykburns Alles nur aus Liebe  (1998) als Bester Schauspieler in NRW genannt. Im Juni 2012 wurde er in der Kritikerumfrage der WELT am Sonntag erneut als Bester Schauspieler in NRW genannt.
Im Juli 2013 erhielt Rolf Mautz den Bonner Theaterpreis Thesbis als Anerkennung für seine künstlerischen Leistungen und als Würdigung seines besonderen Einsatzes für das Schauspiel in Bonn.

## Rollen (Auswahl)
- King White in Geifrig: Bravo Girl (Regie: Roland Schäfer) Schauspiel Köln, 1978
- Chor in Sophokles: Antigone (Regie: Christof Nel) Schauspiel Frankfurt, 1978
- Innozenz in Gombrowizc: Yvonne – die Burgunderprinzessin (Regie: Luc Bondy) Schauspiel Köln, 1979
- Lämmermann in Fels: Lämmermann (Regie: Ulrich Waller) Schauspielhaus Hamburg, 1983
- Lysander in Shakespeare: Sommernachtstraum (Regie: Niels-Peter Rudolph) Schauspielhaus Hamburg, 1984
- Bousin in Feydeau: Ein Klotz am Bein (Regie: Fred Berndt) Schauspielhaus Hamburg, 1986
- Chor in O’Neill: Der haarige Affe (Regie: Peter Stein) Schaubühne Berlin, 1987
- Dubois in Molière: Der Menschenfeind (Regie: Luc Bondy) Schaubühne Berlin, 1988
- Pjotr in Gorki: Die Kleinbürger (Regie: Harald Clemen) Schillertheater Berlin, 1988
- Buckingham in Dumas: Die drei Musketiere (Regie: Jerome Savary) Schillertheater Berlin, 1988
- Melfont in Lessing: Sara Sampson (Regie: Lore Stefanek) Staatstheater Darmstadt, 1990
- Estragon in Beckett: Warten auf Godot (Regie: Heinz Kreidl) Staatstheater Darmstadt, 1992
- Günther Plitt in Elfriede Müller: Die Touristen (Regie: Klaus Weise) Theater Oberhausen, 1998
- Eric in Noren: Blut (Regie: Klaus Weise) Theater Oberhausen, 1998
- Bruscon in Bernhard: Theatermacher (Regie: Lore Stefanek) Theater Oberhausen, 1999
- Herr Mautz in Sibylle Berg: Herr Mautz (Regie: Klaus Weise) Theater Oberhausen, 2001
- Orgon in Molière: Tartuffe (Regie: Klaus Weise) Schauspiel Bonn, 2002
- Mann in Strauss: Unerwartete Rückkehr (Regie: Klaus Weise) Schauspiel Bonn, 2005
- Willie Clark in Neill Simon: Sonny Boys (Regie: Kalle Kubik) Schauspiel Bonn, 2006
- Isidoro in Goldoni: Krach in Chiozza (Regie: David Mouchtar-Samorai) Schauspiel Bonn, 2007
- Martin Heidegger in Savyon Liebrecht: Banalität der Liebe (Regie: Stefan Heiseke) Schauspiel Bonn, 2007
- James Tyrone in O’Neill: Eines langen Tages Reise in die Nacht (Regie: Ingo Berk) Schauspiel Bonn, 2009
- Big Daddy in Williams: Die Katze auf dem heißen Blechdach (Regie: Ingo Berk) Schauspiel Bonn, 2010
- Vater in Sibylle Berg: Laßt Euch überraschen (Regie: Maaike van Langen) Schauspiel Bonn, 2010
- Vater in Philipp Löhle: Der Wind macht das Fähnchen (Regie: Dominic Friedel) Schauspiel Bonn, 2012
- Beverly Weston in Tracy Letts: Eine Familie (Regie: Ingo Berk) Schauspiel Bonn, 2011
- Xavier Cassidy in Marina Carr: Am Katzenmoor (Regie: Ingo Berk) Schauspiel Bonn, 2013
- Lionel Percy in Stephen Sachs: Das Original (Regie: Ute Richter) Zimmertheater Heidelberg, 2016

## Filmografie
- 1971: Das soziale Verhalten der Bewohner eines westdeutschen Dorfes in den Jahren 1961–1965
- 1985: Betrogen
- 1989: Der Rosengarten
- 1990: Liebling Kreuzberg – Ein Bruch nach dem anderen
- 1991: Ende der Unschuld
- 2003: Tatort – Bermuda
- 2004: Kalter Frühling
- 2014: Koslowski & Haferkamp – Der Transporter
- 2022: Strafe – Ein hellblauer Tag (Fernsehreihe)